# Obrataň
Obrataň är en ort i Tjeckien.   Den ligger i regionen Vysočina, i den centrala delen av landet, 80 km sydost om huvudstaden Prag. Obrataň ligger 576 meter över havet och antalet invånare är 847.
Terrängen runt Obrataň är huvudsakligen platt, men västerut är den kuperad. Runt Obrataň är det ganska glesbefolkat, med 40 invånare per kvadratkilometer. Närmaste större samhälle är Pacov, 6,6 km nordost om Obrataň. Trakten runt Obrataň består till största delen av jordbruksmark.